# Florica Petcu
Florica Petcu-Dospinescu (11 de marzo de 1951) es una deportista rumana que compitió en remo.
Ganó cinco medallas en el Campeonato Mundial de Remo entre los años 1974 y 1979, y tres medallas en el Campeonato Europeo de Remo entre los años 1971 y 1973.

## Palmarés internacional
| Campeonato Mundial | Campeonato Mundial        | Campeonato Mundial | Campeonato Mundial |
| Año                | Lugar                     | Medalla            | Prueba             |
| ------------------ | ------------------------- | ------------------ | ------------------ |
| 1974               | Lucerna (Suiza)           | Medalla de bronce  | Ocho con timonel   |
| 1975               | Nottingham (Reino Unido)  | Medalla de bronce  | Ocho con timonel   |
| 1977               | Ámsterdam (Países Bajos)  | Medalla de bronce  | Cuatro con timonel |
| 1978               | Cambridge (Nueva Zelanda) | Medalla de bronce  | Cuatro con timonel |
| 1979               | Bled (Yugoslavia)         | Medalla de plata   | Dos sin timonel    |
| Campeonato Europeo |                           |                    |                    |
| Año                | Lugar                     | Medalla            | Prueba             |
| 1971               | Copenhague (Dinamarca)    | Medalla de bronce  | Ocho con timonel   |
| 1972               | Brandeburgo (RDA)         | Medalla de plata   | Ocho con timonel   |
| 1973               | Moscú (URSS)              | Medalla de bronce  | Ocho con timonel   |